# Klein Pretzier
Klein Pretzier ist ein Ortsteil der Gemeinde Wrestedt (Samtgemeinde Aue) im Landkreis Uelzen in Niedersachsen. 

## Geografie und Lage
Klein Pretzier liegt etwa 9 Kilometer nordöstlich von Wrestedt und etwa 12 Kilometer südöstlich von der Stadt Uelzen.
Der Ort wird vom Wellendorfer Graben durchquert. 